# Gerichtsbezirk Sankt Michael im Lungau
Der Gerichtsbezirk Sankt Michael im Lungau war ein dem Bezirksgericht Sankt Michael im Lungau unterstehender Gerichtsbezirk im Bundesland Salzburg. Der Gerichtsbezirk bestand bis Ende Jänner 1962 und umfasste den südwestlichen Teil des Bezirks Tamsweg.

## Geschichte
Der Gerichtsbezirk Sankt Michael im Lungau wurde gemeinsam mit 22 anderen Gerichtsbezirken in Salzburg durch einen Erlass des k.k. Oberlandesgerichtes Linz am 4. Juli 1850 geschaffen und umfasste ursprünglich die 18 Steuergemeinden Bundschuh, Hintermuhr, Höf, Lamm, Mauterndorf, Neuseß, Oberweißburg, Rotenwand, St. Margarethen, St. Martin, St. Michael, Schelgaden, Thomathal, Tweng, Unterweißburg, Vordermuhr, Wald und Zederhaus.
Der Gerichtsbezirk bildete im Zuge der Trennung der politischen von der judikativen Verwaltung
ab 1868 gemeinsam mit dem Gerichtsbezirk Tamsweg den Bezirk Tamsweg.
Der Gerichtsbezirk Sankt Michael im Lungau wurde per 1. Februar 1962 aufgelöst, wobei das Gebiet des Gerichtsbezirks dem Gerichtsbezirk Tamsweg zugeschlagen wurde.

## Gerichtssprengel
Der Gerichtsbezirk Sankt Michael im Lungau umfasste vor der Auflösung das Gebiet der heutigen sieben Gemeinden Mauterndorf, Muhr, Sankt Margarethen im Lungau, St. Michael im Lungau, Thomatal, Tweng und Zederhaus.